# Salomone di Bretagna
Salomone (prima metà IX secolo – 25 giugno 874) è stato il terzo re di Bretagna dal 857 alla sua morte. Considerato santo dalla Chiesa cattolica che lo ricorda il 25 giugno.

## Origine
Mentre del padre non si conoscono né il nome né gli ascendenti, la madre (di cui non si conosce il nome) di Salomone era la sorella del primo re di Bretagna, Nominoë, come risulta da un documento del figlio di quest'ultimo, Erispoë, in cui nomina sia il padre, Nominoë, che Salomone, definendolo cugino. Quindi Salomone era il cugino di Erispoë.

## Biografia
Secondo gli Annales Bertiniani, Salomone fece promessa di fedeltà al re dei Franchi occidentali, Carlo il Calvo, che gli concesse il dominio su un terzo di tutto il territorio della Bretagna, mentre suo cugino, Erispoë, secondo il Fragmentum Chronicorum Fontanellensis aveva confermato il suo titolo regale dopo aver sconfitto Carlo il Calvo.
Però, nell'856, Erispoe fece definitivamente pace con Carlo il Calvo e secondo gli Annales Bertiniani, la pace fu suggellata dal fidanzamento della figlia primogenita di Erispoe col figlio primogenito di Carlo, Luigi o Ludovico, detto il Balbo, a cui fu donato il ducato del Maine, creato appositamente per Luigi, erede al trono dei Franchi occidentali.
Allora, prima che il matrimonio fosse celebrato, secondo gli Annales Bertiniani, Salomone ed un altro Bretone, Almaro, nell'857, uccisero il cugino di Salomone, il re di Bretagna, Erispoë a cui si erano ribellati. L'assassinio di Erispoe da parte di Salomone è confermato anche dalla Chronica Rainaldi Archidiaconi Andegavensis e dalla Historia Britanniae Armoricae che, definisce Salomone, nipote di Nominoë, e che, per la cupidigia del potere, aggredì a tradimento ed uccise perfidamente il suo congiunto, Erispoë.
Salomone, nonostante fosse un omicida (secondo la vita di san Salomone da Santi, beati e testimoni - Enciclopedia dei Santi, Salomone uccise il cugino sull'altare di una chiesa) successe a Erispoë, sul trono di Bretagna, come ricorda anche il cronista franco, Reginone, accettato sia dai Bretoni che da Carlo il Calvo.
Salomone viene citato in alcuni documenti come duca di Bretagna.
Nell'862, sempre secondo gli Annales Bertiniani, Salomone fu attaccato dal marchese di Neustria, Roberto il Forte, che, dopo aver sventato un attacco di Normanni sia sulla Loira che sulla Senna, sconfisse i Bretoni.
Nell'866, Salomone si ribellò a Carlo il Calvo e con l'aiuto dei Normanni, riuscì a sconfiggere i Franchi a Brissarthe.
L'anno successivo fu raggiunta la pace a Compiègne.
Sempre secondo gli Annales Bertiniani, Salomone, nel corso dell'874, portò aiuto a Carlo il Calvo che era impegnato a combattere i Normanni, oltre il fiume Meduana.
Dopo che Salomone si era rappacificato con i Normanni, venne ucciso da suo genero, Pasquitano o Pascweten, conte di Vannes, e da Vurfrando o Gurvant (genero di Erispoe), che si divisero il regno tra di loro.

## Discendenza
Dalla moglie, Guenebret (come risulta da una lettera di papa Nicola I indirizzata a Salomone ed alla moglie), di cui non si conoscono gli ascendenti, Salomone ebbe 4 figli:
- Prostlona (?-prima dell'8 gennaio 876[17]), che, secondo gli Annales Bertiniani, aveva sposato Pasquitano o Pascweten, infatti quando, nell'867, Carlo il Calvo e Salomone raggiunsero la pace a Compiègne era presente anche Pasquitano, definito genero di Salomone[13]
- Rivallone (?-tra l'869 e l'872, citato in alcuni documenti[2]
- Guegon o Wincon (?-dopo il 10 febbraio 872), citato in alcuni documenti[2]
- Albigeon, citato in alcuni documenti[2].

## Culto
La Chiesa cattolica lo considera santo e lo ricorda il 25 giugno:
(Martirologio Romano)

### Fonti primarie
- (LA)  Chroniques des Eglises d'Aniou.
- (LA)  Monumenta Germanica Historica, tomus I.
- (LA)  Monumenta Germaniae Historica, tomus II.
- (LA)  Annales Bertiniani.
- (LA)  Rerum Gallicarum et Francicarum Scriptores, tomus septimus.

### Letteratura storiografica
- René Poupardin, Ludovico il Pio, in «Storia del mondo medievale», vol. II, 1999, pp. 558–582.
- René Poupardin, I regni carolingi (840-918), cap. XIX, vol. II (L'espansione islamica e la nascita dell'Europa feudale) della Storia del Mondo Medievale, pp. 582–634.